# Saison 6 de Star Academy
 (décembre 2023).
Si vous disposez d'ouvrages ou d'articles de référence ou si vous connaissez des sites web de qualité traitant du thème abordé ici, merci de compléter l'article en donnant les références utiles à sa vérifiabilité et en les liant à la section « Notes et références ».
En pratique : Quelles sources sont attendues ? Comment ajouter mes sources ?
 (juin 2025).
La sixième saison de Star Academy, émission française de télé réalité musicale, a été diffusée sur TF1 du 1er septembre 2006 au 22 décembre 2006.
Pendant près de 4 mois, 18 candidats reçoivent une formation artistique au sein de l'Academy. Les élèves sont évalués par les professeurs à travers les primes et les évaluations. Ils se produisent chaque vendredi sur le plateau de l'émission devant les téléspectateurs, aux côtés d'artistes invités venus partager des duos. Chaque semaine, les trois moins bons élèves sont soumis au vote du public et l'un d'entre eux quitte définitivement l'aventure. À l'issue du programme, le vainqueur remporte 1 000 000 €.
Présentée par Nikos Aliagas, cette saison a pour directrice de promotion Alexia Laroche-Joubert et pour parrains Yannick Noah et Lionel Richie. Elle est remportée par Cyril Cinélu.

## Générique
Le générique sonore reste le même que pour la saison précédente, à savoir Love Generation de Bob Sinclar.

## L'Academy

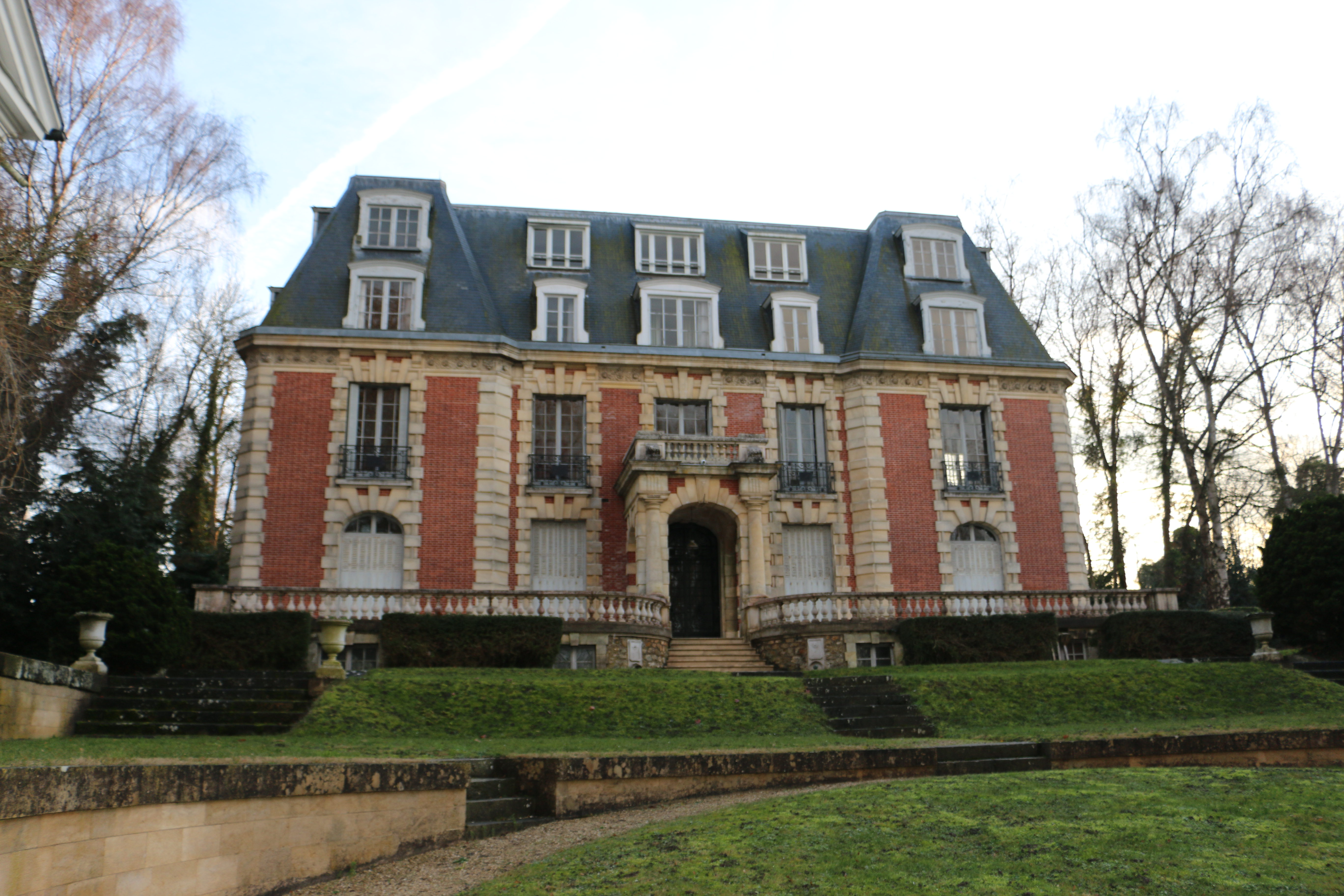
Château des Vives-Eaux.

Pour cette sixième édition de la Star Academy, les élèves sont de retour au château des Vives Eaux de Dammarie-lès-Lys.
Cette année, le château est entièrement redécoré dans un style baroque, XVIIIe siècle (dorure, moulure...). Le rez-de-chaussée est équipé d'un salon, d'une grande cuisine, et de son fameux téléphone. À l'étage on retrouve en face de l'escalier un boudoir qui donne accès aux chambres des élèves (un style "moderne" chez les garçons et un style "Marie-Antoinette" chez les filles). La salle de bains et la salle d'interview sont également situées à l'étage. Nouveauté, le boudoir permet également l'accès à un petit grenier équipé de quelques instruments de musique[réf. souhaitée].
Dans les annexes du château on retrouve la salle de musique, la salle des évaluations et de musique, mais aussi le théâtre. Enfin, le chapiteau installé au fond du jardin, accueille toujours les cours de danse et de sport[réf. souhaitée].

## Candidats

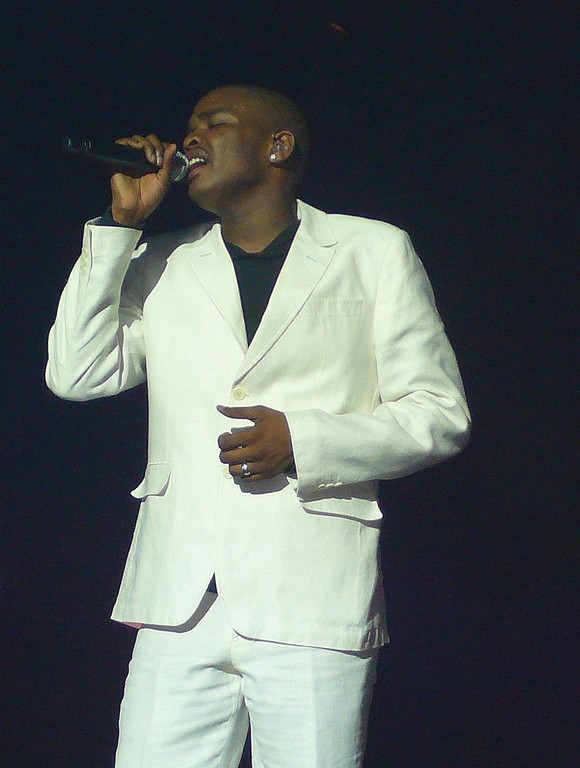
Cyril.
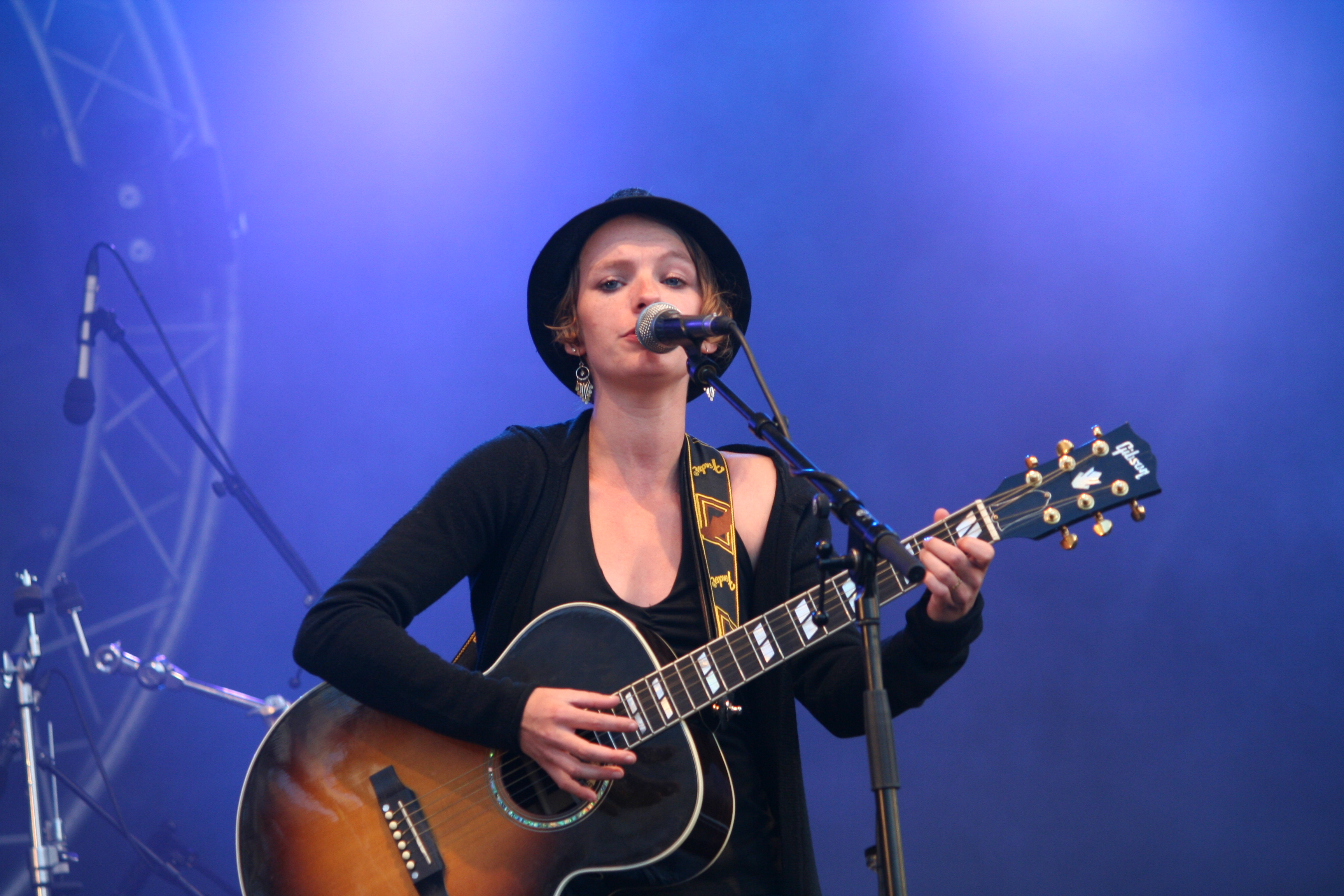
Marina.
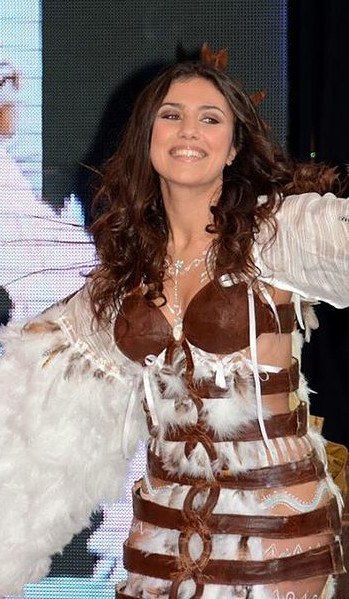
Judith.

| Prénom       | Nom complet          | Âge    | Tournée | Statut                             | Réf(s). |
| ------------ | -------------------- | ------ | ------- | ---------------------------------- | ------- |
| Cyril        | Cyril Cinélu         | 19 ans | Oui     | Gagnant le 22 décembre 2006        | [ 2 ]   |
| Dominique    | Dominique Fidanza    | 27 ans | Oui     | Finaliste le 22 décembre 2006      | ,       |
| Marina       | Marina Vénache       | 20 ans | Oui     | Demi-finaliste le 15 décembre 2006 | [ 6 ]   |
| Cynthia      | Cynthia Niang        | 24 ans | Oui     | Demi-finaliste le 8 décembre 2006  | ,       |
| Ludovic      | Ludovic Pimenta      | 21 ans | Oui     | Éliminé le 1er décembre 2006       | ,       |
| Jean-Charles | Jean-Charles Dubot   | NC     | Oui     | Éliminé le 24 novembre 2006        | ,       |
| Brice        | Brice Leclercq       | NC     | Oui     | Éliminé le 17 novembre 2006        | ,       |
| Gaël         | Gaël Garcia          | 22 ans | Non     | Abandon le 14 novembre 2006        | ,       |
| Elfy         | NC                   | NC     | Non     | Éliminée le 3 novembre 2006        | [ 18 ]  |
| Nicolas      | Nicolas Charvillat   | NC     | Non     | Éliminé le 3 novembre 2006         | ,       |
| David        | NC                   | NC     | Non     | Éliminé le 27 octobre 2006         | [ 20 ]  |
| Judith       | Judith Hassine       | 16 ans | Oui     | Éliminée le 20 octobre 2006        | ,       |
| Bastien      | Bastien Jacquemart   | NC     | Non     | Éliminé le 13 octobre 2006         | ,       |
| Faustine     | Faustine Nogherotto  | 17 ans | Non     | Éliminée le 6 octobre 2006         | ,       |
| Céline       | Céline Duchange      | NC     | Non     | Éliminée le 29 septembre 2006      | ,       |
| Eloïsha      | NC                   | 18 ans | Non     | Éliminée le 22 septembre 2006      | ,       |
| Fafa         | Ahouefa Evin-Ruffino | NC     | Non     | Éliminée le 15 septembre 2006      | ,       |
| Laurent      | Laurent Chanadet     | 24 ans | Non     | Éliminé le 8 septembre 2006        | ,       |

- Cyril.
- Marina.
- Judith.

## Corps professoral

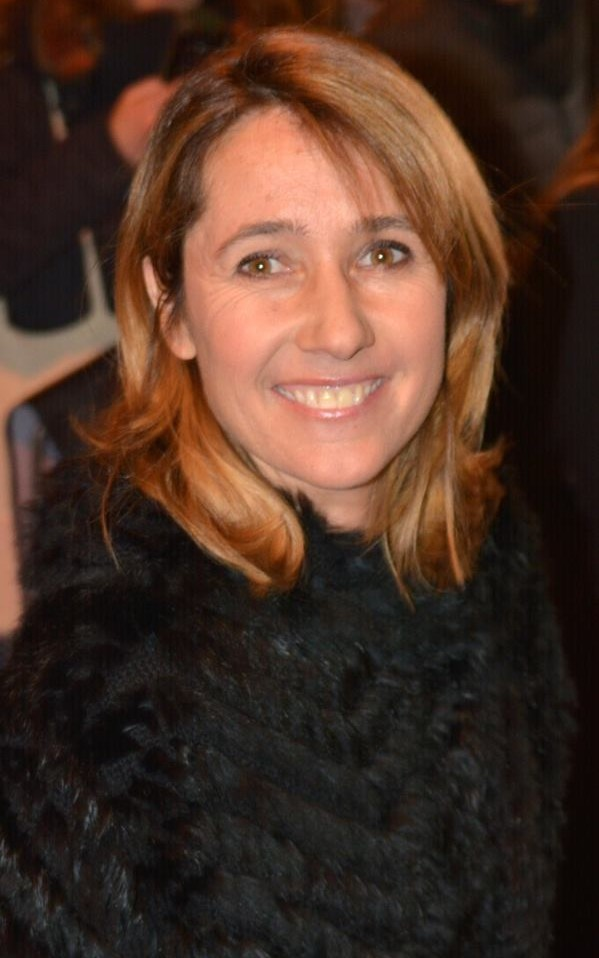
La directrice, Alexia Laroche-Joubert.

Pour cette sixième saison, Alexia Laroche-Joubert conserve son rôle de directrice. 
Le corps professoral est le même que celui de la saison précédente.
| Matières/statut                             | Professeurs            |
| ------------------------------------------- | ---------------------- |
| Directrice                                  | Alexia Laroche-Joubert |
| Professeur de chant                         | Richard Cross          |
| Professeur d'expression scénique            | Raphaëlle Ricci        |
| Professeur de danse                         | Kamel Ouali            |
| Professeur de théâtre                       | Philippe Lelièvre      |
| Professeur de sport                         | Christophe Pinna       |
| Professeur d'aide à la préparation physique | Aria Crescendo         |
| Répétiteurs                                 | Michael Jones          |
| Répétiteurs                                 | Jasmine Roy            |
| Répétiteur et directeur musical             | Matthieu Gonet         |

## Artistes invités
| Épisode | Diffusion          | Invités | Référence |
| ------- | ------------------ | --- | --------- |
| 1       | 1er septembre 2006 | Lionel Richie - Yannick Noah - Magalie Vaé                                                                                           | ,         |
| 2       | 8 septembre 2006   | Cauet - Cecile de Menibus - Cartman - Miko - Kyo - Laurent Voulzy - Lionel Richie - Nâdiya - Simple Plan - Stéphanie de Monaco       | ,         |
| 3       | 15 septembre 2006  | Emmanuel Moire - Christophe Maé - Nolwenn Leroy - Orson - Pascal Obispo - Pink - Melissa Mars                                        | ,         |
| 4       | 22 septembre 2006  | Beyoncé - Garou - Hélène Ségara - Marc Lavoine - Quỳnh Anh                                                                           | ,         |
| 5       | 29 septembre 2006  | Cesaria Evora - Tina Arena - Patrick Bruel - Patxi - Tribal King                                                                     | ,         |
| 6       | 6 octobre 2006     | Élodie Frégé - Étienne Daho - Faudel - Johnny Hallyday - Bob Sinclar - Big Ali[réf. souhaitée] - The Pussycat Dolls                  | ,         |
| 7       | 13 octobre 2006    | Chris Isaak - Emma Daumas - Julio Iglesias - Katie Melua - M. Pokora - Yannick Noah                                                  | ,         |
| 8       | 20 octobre 2006    | Cassie - Enrico Macias - Fergie - Lara Fabian - Kim Wilde - Pascal Mono - Peter Kingsbery - Taïg Khris                               | ,         |
| 9       | 27 octobre 2006    | Florent Pagny - Julia Migenes - Lââm - Princess Aniès - P. Diddy - Roch Voisine - Rod Stewart                                        | ,         |
| 10      | 3 novembre 2006    | Anggun - Arielle Dombasle - Booba - Grégory Lemarchal - Jamiroquai - Sheila - Sinclair                                               | ,         |
| 11      | 10 novembre 2006   | David Guetta - Chris Willis - JD Davis - Eddy Mitchell - Lynda Lemay - Natasha St-Pier - Nelly Furtado - Corine Marienneau - Rihanna | ,         |
| 12      | 17 novembre 2006   | Fatal Bazooka - Jimmy Somerville - Laura Pausini - Michel Sardou - Shy'm - Yannick Noah                                              | ,         |
| 13      | 24 novembre 2006   | Chimène Badi - Josh Groban - Mireille Mathieu - Nâdiya - Patrick Fiori - Philippe Katerine - Bharati                                 | ,         |
| 14      | 1er décembre 2006  | Il Divo - Kamini - Lorie - Michel Delpech - Paolo Nutini - Pascal Obispo - Patrick Bruel                                             | ,         |
| 15      | 8 décembre 2006    | Gipsy Kings - James Morrison - John Legend - Johnny Hallyday - Mimie Mathy - Najoua Belyzel - Zucchero - Emmanuel Moire              | ,         |
| 16      | 15 décembre 2006   | Lionel Richie - James Blunt - JoeyStarr - Julien Clerc - Moby - Superbus                                                             | ,         |
| 17      | 22 décembre 2006   | Charles Aznavour - Chimène Badi - Françoise Hardy - Magalie Vaé - Yannick Noah                                                       | ,         |

## L'aprèsStar Academy

### Que sont-ils devenus?
Cynthia a sorti en 2008 un single intitulé Mon Utopie. Elle participe ensuite à la comédie musicale Le Cid, puis en 2012 à l'émission Encore une chance sur NRJ 12. En 2015, elle devient chroniqueuse dans l'émission Le Mad Mag, également sur NRJ 12, rôle qu'elle occupera pendant deux ans,,.
Gaël a sorti un album solo.
Judith a sorti deux albums solo. Elle participe aux collectifs Paris-Africa en 2011 et Génération Goldman en 2012, où elle interprète On ira en duo avec Florent Mothe.
Faustine a participé en 2016 à l'émission N'oubliez pas les paroles. Elle décède le 29 janvier 2021 des suites d'une longue maladie.
Éloïsha a été candidate en 2020 dans la saison 9 de The Voice. Elle a entre-temps chanté dans plusieurs orchestres dont Les Musiciens d'Oz.
Bastien, Fafa et Laurent ont sorti chacun un album solo,,.

## Audiences

### Primes
| #  | Jour de diffusion           | Téléspectateurs | Part de marché sur les 4 ans et plus | Références |
| -- | --------------------------- | --------------- | ------------------------------------ | ---------- |
| 1  | Vendredi 1er septembre 2006 | 6 783 000       | 33,8 %                               |            |
| 2  | Vencredi 8 septembre 2006   | 5 493 000       | 27,8 %                               |            |
| 3  | Vendredi 15 septembre 2006  | 6 222 000       | 30,2 %                               |            |
| 4  | Vendredi 22 septembre 2006  | 6 600 000       | 31,3 %                               |            |
| 5  | Vendredi 29 septembre 2006  | 6 783 000       | 33,1 %                               |            |
| 6  | Vendredi 6 octobre 2006     | 6 890 000       | 33,2 %                               |            |
| 7  | Vendredi 13 octobre 2006    | 6 450 000       | 30,7 %                               |            |
| 8  | Vendredi 20 octobre 2006    | 6 895 350       | 32,1 %                               |            |
| 9  | Vendredi 27 octobre 2006    | 6 559 000       | 31,0 %                               |            |
| 10 | Vendredi 3 novembre 2006    | 7 063 000       | 33,2 %                               |            |
| 11 | Vendredi 10 novembre 2006   | 6 650 000       | 31,0 %                               |            |
| 12 | Vendredi 17 novembre 2006   | 7 100 000       | 32,6 %                               |            |
| 13 | Vendredi 24 novembre 2006   | 7 560 000       | 34,0 %                               |            |
| 14 | Vendredi 1er décembre 2006  | 7 350 000       | 35,3 %                               |            |
| 15 | Vendredi 8 décembre 2006    | 7 600 000       | 35,7 %                               |            |
| 16 | Vendredi 15 décembre 2006   | 7 400 000       | 34,0 %                               |            |
| 17 | Vendredi 22 décembre 2006   | 8 072 640       | 36,6 %                               | [ a 1 ]    |